# 松島瑠璃子
松島 瑠璃子（まつしま るりこ）は、日本の脚本家。STARDUST CREATORS所属。

## 経歴
大学卒業後、制作会社でアシスタントプロデューサーや助監督として多くのテレビドラマ制作を担当し、2019年に脚本家としてデビュー。女性を主人公としたお仕事ものドラマに定評がある。

## 作品

### テレビドラマ
- 日曜ドラマ「若草物語-恋する姉妹と恋せぬ私-」全10話（2024年／日本テレビ）
- シンドラ「紅さすライフ」全10話（2023年／日本テレビ）
- スペシャルドラマ『ノンレムの窓』「大人になってからの友達づくり」（2023年／日本テレビ）
- 水曜ドラマ「悪女(わる) 〜働くのがカッコ悪いなんて誰が言った?〜」#1,3,6,8,9（2022年／日本テレビ）
- スピンオフドラマ「25年前のあなたへ」#1,2,4（2020年／Hulu）
- リモートドラマ「宇宙同窓会」前編・後編（2020年／日本テレビ）
- 水曜ドラマ「家売るオンナの逆襲」#7（2019年／日本テレビ）